# سيرفاتو
سيرفاتو هي بلدية في مقاطعة فرشيلي التابعة لإقليم بييمونتي الإيطالي، تقع على بعد حوالي 100 كيلومتر (62 ميل) إلى الشمال الشرقي من مدينة تورينو وحوالي 70 كيلومتر (43 ميل) شمال غرب مدينة فيرتشيلي. في 31 كانون الأول / ديسمبر 2004 كان عدد سكانها 48 نسمة، وتبلغ مساحتها 9.4 كيلومتر مربع (3.6 ميل2).
تقع سيرفاتو على حدود البلديات التالية: كرافاليانا، فوبيلو، روسا.